# Або-Б'єніборзька губернія
Або-Б'єніборзька губернія (швед. Åbo och Björneborgs län, фін. Turun ja Porin lääni — Абоська, Турку-Порі)  — адміністративно-територіальна одиниця, губернія Російської імперії (Велике герцогство Фінляндія) в 1811—1917 та Фінляндії в 1917—1997 роках. Під час адміністративної реформи 1997 року, стала частиною провінції Західна Фінляндія.
Центр — місто Турку (Або). Друга частина назви губернії походить від шведського назви міста Порі (швед. Björneborg).
Губернія займала південно-західний край Фінляндії .
Площа — 23 тис. км (4,28 % території покрито озерами). Населення — 693 тис. (1974), в тому числі міського — 57 %.
В 1908 Турку-Порі становили 10 повітів: Пійккіс (Piikkiö), Вехмо (Wehmaa), Вирмо (Mynämäki), Маску (Masku), Аландські острови (Åland), Верхньо-Сатакунта Верхній (lkalls), Верхньо-Сатакунта Середня (Tyrvis), Верхньо-Сатакунта Нижня (Lolmijoki), Нижньо-Сатакунта (Ulfsby), Халікко (Halikko).
Із заходу омивається Ботнічною затокою. Район Турку-Порі, як і майже вся Фінляндія, перерізаний гірськими гранітними ланцюгами, серед яких утворилися численні озера і болота. Підносячись численними скелями на самому березі моря, гранітні ланцюги утворюють на Помор'ї багато скелястих островів або шхер, надзвичайно ускладнюють мореплавання, але разом з тим є чимало безпечних гаваней. Південна частина Турку-Порі всіяна крутими горами, покритими лісами. Північна частина менш гориста порівняно з південною, а середня дещо хвиляста, і пагорби чергуються з долинами і лучними просторами.